# Margaret Sloan-Hunter
Margaret Sloan-Hunter (Chattanooga, 31 de mayo de 1947 – Oakland, 23 de septiembre de 2004) fue una feminista negra, lesbiana, defensora de los derechos civiles y una de las primeras editoras de la revista Ms.

## Trayectoria
Margaret Sloan-Hunter nació en Chattanooga, Tennessee, el 31 de mayo de 1947. Creció en Chicago.
A los 14 años se unió al Congreso por la Igualdad Racial (CORE), un grupo que trabajaba en temas de pobreza y urbanismo para la comunidad negra de Chicago. Organizó sindicatos de inquilinos y huelgas de alquiler e hizo campaña contra el envenenamiento por plomo que afectaba a las viviendas del West Side, todo ello antes de tener edad para votar.
En el instituto ganó premios por hablar en público. A los 17 años fundó el Junior Catholic Inter-Racial Council, un grupo de estudiantes de barrios marginales y suburbanos que trabajaban juntos contra el racismo.
Estudió en el Chicago City College y en el Malcolm X College, especializándose en oratoria, y se licenció en Estudios de la mujer en la Antioch University de San Francisco. En el verano de 1966, participó en las marchas por la vivienda libre en Chicago con Martin Luther King y la Conferencia de Liderazgo Cristiano del Sur.  Más tarde trabajó como coordinadora de un grupo de trabajo contra el hambre en la Operación Panera con el reverendo Jesse Jackson.
Sloan-Hunter fue una de las primeras editoras de la revista feminista Ms. Mientras vivía en Nueva York, viajó mucho con Gloria Steinem, dando conferencias sobre sexismo y racismo por todo Estados Unidos, Canadá y Europa.
Dio cientos de conferencias en instituciones como Harvard y Yale y ante grupos de base como la National Welfare Rights Organization junto a Jane Galvin-Lewis y Florynce Kennedy. Sus eventos se convirtieron en lugares para que otras feministas negras se encontraran y crearan grupos de apoyo. Esto llevó a Sloan-Hunter, Kennedy y otras a fundar en 1973 la National Black Feminist Organization en la que muchas mujeres trabajaron para definir la opresión específica que enfrentan las mujeres negras. Fue la primera presidenta de la National Black Feminist Organization.
Dos años después, se trasladó a Oakland, California, con su hija donde crearon la Women's Foundation. También trabajaron como organizadoras en la Escuela Feminista para Niñas y en el Centro de Mujeres de Berkeley. Sloan-Hunter fue una activista interseccional que luchó por causas afroamericanas, feministas y lesbianas.
Publicó artículos en The New York Times, Chicago Tribune y el Civil Rights Digest, así como en el primer número de la revista Ms. y en otros posteriores. Sus ensayos y poemas se publicación en revistas como Lesbian Path y For Lesbians Only. Entre sus libros figuran Black and Lavender: The Collected Poems of Margaret Sloan-Hunter. Se trataba de una serie de treinta y ocho poemas escritos sobre la vida de Sloan-Hunter.
Margaret murió en Oakland, California, cuando tenía 57 años. El 23 de septiembre de 2004, su familia confirmó que enfrentaba una larga enfermedad.

## Reconocimientos
Recibió la llave de Chattanooga, su ciudad natal. El activismo político de Sloan-Hunter fue mencionado en el programa de televisión Mrs. America que se emitió en Hulu en la primavera de 2020.